# Roy Royston
Roy Royston (Londra, 5 aprile 1899 – Kingston upon Thames, 7 ottobre 1976) è stato un attore britannico, noto come uno dei primi e principali attori bambini del cinema muto britannico dal 1912 al 1914 e quindi attivo soprattutto nel teatro musicale a Broadway.

## Biografia
Roy Charles Crowden (questo il suo nome alla nascita) nasce a Mill Hill, un sobborgo nel nord di Londra nel 1899. Roy Royston è il suo nome d'arte fin da ragazzo. Comincia infatti giovanissimo a recitare come attore bambino in teatro, dove debutta il 9 dicembre 1910 in una rappresentazione de L'uccellino azzurro di Maurice Maeterlinck allo Haymarket Theatre di Londra.
Dal 1912 al 1914 si afferma anche al cinema come uno dei principali attori bambini britannici con una lunga serie di pellicole che lo vedono protagonista, quasi tutte dirette da Lewis Fitzhamon. Accanto a lui recitano Constance Somers-Clarke e la sorella Marie Royston. Anche il fratello minore Gerald Royston intraprende in quegli anni la carriera di attore bambino ed è oggi ricordato soprattutto per essere stato nel 1914 il primo Lord Fauntleroy bambino della storia del cinema.
Richiamato alle armi nelle fasi finali della prima guerra mondiale, Roy Crowden presta servizio come pilota nei Royal Flying Corps. Nel giugno 1918 viene insignito della Military Cross per il coraggio e l'eroismo dimostrati in combattimento.
Dopo la guerra, riprese brevemente la sua carriera nel cinema muto, interpretando ruoli di protagonista in Oriente tragico (1919) e The Magistrate (1921), ma i suoi interessi e i suoi talenti lo portarono verso il teatro musicale. Nel 1923 apparve nel cast dell'operetta The Cousin form Nowhere al Prince's Theatre di Londra. Fu quindi uno dei due protagonisti maschili nella produzione londinese del musical Little Nellie Kelly (New Oxford Theatre, 1923-24).
Il successo riscosso nelle produzioni londinesi gli aprì le porte di Broadway. Nel maggio 1924 lo troviamo al Jolson Theatre di New York, in Peg o' My Dreams, nell'agosto dello stesso anno allo Shubert in Marjorie, e quindi dall'agosto del 1925 nella commedia romantica June Days.
Nell'ottobre 1928 Royston è ancora allo Shubert in "Ups-a-Daisy", in uno spettacolo nel cui cast era anche il giovane Bob Hope.
Nel 1930 Royston torna a recitare al cinema al fianco di Lillian Hall-Davis nel film musicale britannico Just for a Song, e quindi nel 1935 nella commedia The Big Splash e altri film negli anni trenta.
Allo scoppio della seconda guerra mondiale, Roy Crowden prestò nuovamente servizio nella riserva della Royal Air Force durante la battaglia d'Inghilterra. Ritornò al teatro nel 1943.
Dopo una pausa nella sua carriera cinematografica di circa trent'anni, Royston interpreta il ruolo di un anziano sacerdote nel film dell'orrore La lunga notte dell'orrore (1966). Fu il suo canto del cigno. Muore a Kingston upon Thames nel 1976, all'età di 77 anni.

## Filmografia

### Cortometraggi
- Children of the Forest, regia di Lewin Fitzhamon (1912)
- A Double Life, regia di Warwick Buckland (1912)
- A Day in the Country, regia di Lewin Fitzhamon (1912)
- Repaying the Debt, regia di Lewin Fitzhamon (1912)
- The Pony Who Paid the Rent, regia di Lewin Fitzhamon (1912)
- Freddy's Dumb Playmates, regia di Lewin Fitzhamon (1913)
- Three Little Vagabonds, regia di Lewin Fitzhamon (1913)
- Little Willie's Apprenticeships, regia di Lewin Fitzhamon (1913)
- Daddy's Darlings, regia di Lewin Fitzhamon (1913)
- Algy's Tormentor, regia di Lewin Fitzhamon (1913)
- A Day on Rollers, regia di Lewin Fitzhamon (1913)
- The Hurricanes, serial cinematografico, regia di Lewin Fitzhamon (1913-14)
  1. When the Hurricanes Visited the Doughnuts (1913)
  2. When the Hurricanes Bought the Lino (1914)
  3. When the Hurricanes Took Up Farming (1914)
  4. When the Hurricanes Visited the Sawmills (1914)
- La ragazza della porta accanto (The Girl Next Door), regia di Lewin Fitzhamon (1913)
- A Bore of a Boy, regia di Lewin Fitzhamon (1913)
- The Whirlwind Kids, regia di Lewin Fitzhamon (1914)
- The Loosened Plank, regia di Lewin Fitzhamon (1914)
- The Shaming of the True, regia di Walter Creighton (1930)

### Lungometraggi
- One Summer's Day, regia di Frank Goodenough Bayly (1917)
- Oriente tragico (Mr. Wu), regia di Maurice Elvey (1919))
- The Magistrate, regia di Bannister Merwin (1921)
- Just for a Song, regia di Gareth Gundrey (1930)
- The Big Splash, regia di Leslie S. Hiscott (1935)
- La lunga notte dell'orrore (The Plague of the Zombies), regia di John Gilling (1966)

## Teatro (parziale)
- The Cousin from Nowhere (Londra, 1923)
- Little Nellie Kelly (Londra, 1923-24)
- Peg-O'-My-Dreams (Broadway, 1924)
- Marjorie (Broadway, 1924)
- June Days (Broadway, 1925)
- Ups-a Daisy (Broadway, 1928)
- Smiling Faces (Broadway, 1932)